# Les Bas-fonds de Chicago
Pour plus de détails, voir Fiche technique et Distribution.
Les Bas-fonds de Chicago (titre original : Queen of the Mob) est un film de Noël américain sorti en 1940 réalisé par by James Patrick Hogan. Il est aussi connu sous le titre The Woman from Hell. 

## Synopsis
À Central City, Ma Webster dirige d'une main de fer un gang criminel principalement constitué de trois de ses fils. George Frost, le seul membre du gang qui n'appartient pas à la famille de Webster, conteste la planification du cambriolage de la banque de la ville pendant le réveillon de noël, mais en vain.

## Distribution
- Ralph Bellamy : agent Scott Langham
- Blanche Yurka : Ma Webster
- J. Carrol Naish : George Frost
- Jeanne Cagney : Ethel Webster
- William Henry : Bert Webster
- Richard Denning : Charlie Webster
- Paul Kelly : Tom Webster
- Hedda Hopper : Mme Emily Sturgis
- James Seay : Eddie Webster
- Jack Carson : agent Ross Waring
- Billy Gilbert : M. Reier
- Frank M. Thomas : le médecin
- non crédités : Neil Hamilton, Leona Roberts, Mary Treen, Paul Fix, Edward Gargan, Robert Ryan

## Autour du film
Le film s'appuie sur un livre intitulé Persons in Hiding et attribué à John Edgar Hoover, le premier directeur du Federal Bureau of Investigation (FBI). Les événements évoqués s'inspirent de l'enlèvement d'Edward Bremmer par le gang Barker-Karpis, que Hoover soupçonnait d'avoir été dirigé par Ma Barker. Les noms des personnes et de nombreux détails de l'histoire ont été modifiés à la demande du FBI.